# Phoebe siamensis
Phoebe siamensis är en lagerväxtart som beskrevs av Kostermans. Phoebe siamensis ingår i släktet Phoebe och familjen lagerväxter. Inga underarter finns listade i Catalogue of Life.